# Parada Lokomotyw
Parada Lokomotyw – cykliczna impreza kolejowa o charakterze turystycznym organizowana od 2013. W latach 2013–2016 odbywała się w Międzychodzie, w 2017 imprezę odwołano, w latach 2018-2019 spotkania miłośników lokomotyw miały miejsce w Międzyrzeczu, w 2020 – z powodu pandemii COVID-19 – impreza nie odbyła się, zaś w 2021,2022 i 2024 kolejowy zlot odbył się w Nysie. Głównym punktem programu jest kilkukrotny pokazowy przejazd lokomotyw i innych pojazdów szynowych. W dniu parady organizowane są również kursy okolicznościowe do pobliskich miejscowości prowadzone przez tabor przybyły na imprezę.

## Historia
I Parada Lokomotyw – Międzychód – 2013-08-10
| Oznaczenie | Przewoźnik                     | Stacjonowanie               |
| ---------- | ------------------------------ | --------------------------- |
| Ol49-59    | PKP Cargo S.A.                 | Parowozownia Wolsztyn       |
| Ol49-69    | PKP Cargo S.A.                 | Parowozownia Wolsztyn       |
| SU45-241   | Przewozy Regionalne Sp. z o.o. | Wielkopolski ZPR w Poznaniu |

Organizator: Instytut Rozwoju i Promocji Kolei w Poznaniu
II Parada Lokomotyw – Międzychód – 2014-08-16
| Oznaczenie | Przewoźnik                     | Stacjonowanie                               |
| ---------- | ------------------------------ | ------------------------------------------- |
| BR285-123  | Lotos Kolej Sp. z o.o.         | –                                           |
| Ol49-69    | PKP Cargo S.A.                 | Parowozownia Wolsztyn                       |
| SM42-1602  | PKP Cargo S.A.                 | PKP Cargo Zachodni Zakład Spółki w Poznaniu |
| SM42-2605  | Majkoltrans Sp.z o.o.(Wrocław) | –                                           |
| SP32-204   | Przewozy Regionalne Sp. z o.o. | Oddział Wielkopolski z siedzibą w Poznaniu  |
| SU45-089   | Przewozy Regionalne Sp. z o.o. | Oddział Wielkopolski z siedzibą w Poznaniu  |

Organizator: Instytut Rozwoju i Promocji Kolei w Poznaniu
III Parada Lokomotyw – Międzychód – 2015-08-08
| Oznaczenie | Przewoźnik                      | Stacjonowanie                              |
| ---------- | ------------------------------- | ------------------------------------------ |
| BR285-126  | Lotos Kolej Sp. z o.o.          | –                                          |
| Ol49-69    | PKP Cargo S.A.                  | Parowozownia Wolsztyn                      |
| SA135-007  | Koleje Dolnośląskie S.A.        | –                                          |
| SM42-523   | Przewozy Regionalne Sp. z o.o.  | Oddział Wielkopolski z siedzibą w Poznaniu |
| SM42-2236  | Majkoltrans Sp.z o.o. (Wrocław) | –                                          |
| SP32-206   | Przewozy Regionalne Sp. z o.o.  | Oddział Wielkopolski z siedzibą w Poznaniu |
| SU42-506   | Przewozy Regionalne Sp. z o.o.  | Oddział Wielkopolski z siedzibą w Poznaniu |
| SU45-089   | Przewozy Regionalne Sp. z o.o.  | Oddział Wielkopolski z siedzibą w Poznaniu |
| TKh 05353  | DB Schenker Rail Polska SA      | Wrocław (Klub Sympatyków Kolei)            |

Organizator: Instytut Rozwoju i Promocji Kolei w Poznaniu
IV Parada Lokomotyw – Międzychód – 2016-08-13
| Oznaczenie | Przewoźnik                      | Stacjonowanie                              |
| ---------- | ------------------------------- | ------------------------------------------ |
| BR285-122  | Lotos Kolej Sp. z o.o.          | -                                          |
| Ol49-59    | PKP Cargo S.A.                  | Parowozownia Wolsztyn                      |
| Pt47-65    | PKP Cargo S.A.                  | Parowozownia Wolsztyn                      |
| SA132-012  | Koleje Wielkopolskie Sp. z o.o. | -                                          |
| SA134-023  | Koleje Dolnośląskie S.A.        | -                                          |
| SM42-523   | Przewozy Regionalne Sp. z o.o.  | Oddział Wielkopolski z siedzibą w Poznaniu |
| SP32-206   | Przewozy Regionalne Sp. z o.o.  | Oddział Wielkopolski z siedzibą w Poznaniu |

Organizator: Instytut Rozwoju i Promocji Kolei w Poznaniu
V Parada Lokomotyw – Międzychód – 2017-08-12 (odwołana)
Parada została odwołana z powodu decyzji PKP PLK o wyłączeniu z eksploatacji infrastruktury kolejowej odcinka Wierzbno – Międzychód oraz wszystkich torów stacji Międzychód.
V Parada Lokomotyw – Międzyrzecz – 2018-06-23
| Oznaczenie     | Przewoźnik             | Stacjonowanie                   |
| -------------- | ---------------------- | ------------------------------- |
| BR285-128      | Lotos Kolej Sp. z o.o. | -                               |
| MR4080+MRD4280 | Arriva RP Sp. z o.o.   | Nowa Wieś Wielka                |
| Ol49-69        | PKP Cargo S.A.         | Parowozownia Wolsztyn           |
| SM30-507       | -                      | Klub Sympatyków Kolei (Wrocław) |
| WZA10L-411     | PKP PLK S.A.           | IZ Zielona Góra                 |

Organizator: Instytut Rozwoju i Promocji Kolei w Poznaniu; Urząd Miasta w Międzyrzeczu
VI Parada Lokomotyw – Międzyrzecz – 2019-06-23
| Oznaczenie     | Przewoźnik             | Stacjonowanie                   |
| -------------- | ---------------------- | ------------------------------- |
| BR285-124      | Lotos Kolej Sp. z o.o. | -                               |
| MR4080+MRB4280 | Arriva RP Sp. z o.o.   | Nowa Wieś Wielka                |
| Ol49-59        | PKP Cargo S.A.         | Parowozownia Wolsztyn           |
| SM30-507       | -                      | Klub Sympatyków Kolei (Wrocław) |
| SM42-2324      | Lotos Kolej Sp. z o.o. | -                               |
| WMB10-205      | PKP PLK S.A.           | -                               |

Organizator: Instytut Rozwoju i Promocji Kolei w Poznaniu; Turystyka Kolejowa TurKol.pl; Urząd Miasta w Międzyrzeczu
VII Parada Lokomotyw – Nysa – 2021-08-28
| Oznaczenie | Przewoźnik                                   | Stacjonowanie                   |
| ---------- | -------------------------------------------- | ------------------------------- |
| SM30-507   | -                                            | Klub Sympatyków Kolei (Wrocław) |
| SM30-662   | -                                            | Klub Sympatyków Kolei (Wrocław) |
| SM41-126*  | -                                            | Klub Sympatyków Kolei (Wrocław) |
| SM42-2572  | Majkoltrans Sp.z o.o.                        | Wrocław                         |
| SM42-2612  | Cargo Przewozy Towarowe Transport Sp. z o.o. | Wrocław                         |
| SU45-079*  | -                                            | Klub Sympatyków Kolei (Wrocław) |

*) - lokomotywy holowane podczas VII Parady
Organizator: Turystyka Kolejowa TurKol.pl
VIII Parada Lokomotyw – Nysa – 2022-08-28
| Oznaczenie | Przewoźnik               | Stacjonowanie                   |
| ---------- | ------------------------ | ------------------------------- |
| 513-02     | Freightliner DE          | -                               |
| SM30-507   | -                        | Klub Sympatyków Kolei (Wrocław) |
| SM30-662   | -                        | Klub Sympatyków Kolei (Wrocław) |
| SM42-2323  | CTL Logistics Sp. z o.o. | -                               |
| SU45-079   | -                        | Klub Sympatyków Kolei (Wrocław) |

Organizator: Turystyka Kolejowa TurKol.pl
IX Parada Lokomotyw - Żagań - 2023-09-02
| Oznaczenie  | Przewoźnik          | Stacjonowanie |
| ----------- | ------------------- | ------------- |
| SU46-029    | PKP Cargo S.A.      | Węgliniec     |
| ST44-1238   | PKP Cargo S.A.      | Wrocław       |
| ST44-R008   | CTL Logistics       | -             |
| E6ACTd-104  | Freightliner Polska | -             |
| JT42M-66012 | Freightliner Polska | -             |
| T448p-151   | TEKol               | -             |
| BR232-052   | DEPOL               | -             |
| SM42-2477   | Cargounit           | -             |
| SU42-501    | POLREGIO            | Zielona Góra  |

Organizator: Turystyka Kolejowa TurKol.pl
X Parada Lokomotyw - Nysa - 2024-08-31
| Oznaczenie            | Przewoźnik            | Stacjonowanie |
| --------------------- | --------------------- | ------------- |
| SU45-079              | Klub Sympatyków Kolei | Wrocław       |
| SM30-662              | Klub Sympatyków Kolei | Wrocław       |
| SP42-001              | Klub Sympatyków Kolei | Wrocław       |
| EP05-23               | PKP Intercity         | Warszawa      |
| JT42M-65305           | Freightliner Polska   | -             |
| SM42-741              | PKP Cargo S.A.        | Gdynia        |
| 15D/A-037 + 15D/A-038 | Rail Polonia          | -             |
| M62M-004              | Rail Polska           | -             |
| SM42-768              | Train Speed           | -             |

Organizator: Turystyka Kolejowa TurKol.pl